# 関東学院女子短期大学
関東学院女子短期大学（かんとうがくいんじょしたんきだいがく、英語: Kanto Gakuin Women's Junior College）は、神奈川県横浜市金沢区六浦町4834に本部を置いていた日本の私立大学である。1950年に設置され、2004年に廃止された。学生募集は2001年度まで。2002年度より関東学院大学人間環境学部の設置により短期大学は学生募集を停止し、2004年9月30日正式廃止。

## 概要

### 大学全体
- 関東学院女子短期大学は学校法人関東学院により運営されていた日本の私立短期大学。1950年に関東学院大学短期大学部として設置された。当初は4学科からなり、男子学生も在籍したが1967年より女子短大となった。学科体制は最終的に5学科（うち1学科3専攻）体制となった。

### 建学の精神（校訓・理念・学是）
- 関東学院女子短期大学における建学の精神はキリスト教信仰。学訓は「人になれ、奉仕せよ」となっていた。

### 教育および研究
- 一般教育科目として「キリスト教概論」や「キリスト教文化」と称した宗教科目があった。
- 幼児教育科では短大附属での教育実習が行われていた。
- 栄養士の養成も執り行っていた。

### 学風および特色
- 関東学院女子短期大学は1884年創立の横浜バプテスト神学校が起源となっており、以来キリスト教の教えに基づいた高い教養と専門技術を身につけ社会に奉仕する女性の育成がねらいとされていた。
- 「リトリート」と称した短大では最大のイベントが伊豆の天城山荘にて行われたとなっていた[4]。
- 海外研修としてカナダ・イギリス・アメリカなどがあった[4]。
- 英文科第二部・経済科・工科には男子学生が在籍していた。

## 沿革
- 1884年 横浜バプテスト神学校が創立される。
- 1946年 関東学院女子専門学校が設置される。
- 1950年 関東学院大学短期大学部（かんとうがくいんだいがくたんきだいがくぶ）として開学。
  - 工科[2]
  - 経済科[2]
  - 英文科
  - 家政科
- 1951年 英文科に第二部を設置[1]。
- 1957年9月1日 関東学院短期大学（かんとうがくいんたんきだいがく）に学名変更。
- 同年、専攻科を設置
  - 英語専攻
- 1966年 国文科を増設：在学者数は101[5]
- 1967年4月1日 男子学生がいなくなり、関東学院女子短期大学と学名改称。
- 1969年 家政科を専攻分離。
  - 家政専攻
  - 食物栄養専攻
- 1973年 幼児教育科を増設：在学者数は93[6]
- 1985年 家政科に生活文化専攻が新設される。
- 1987年 経営情報科が増設される：在学者数は59[7]
- 2001年 学生募集が最終となる。翌年度より関東学院大学へ統合。
- 2004年9月30日正式廃止[3]。

## 基礎データ

### 所在地
- 神奈川県横浜市金沢区六浦町4834

## 教育および研究

### 組織

#### 学科
- 英文科
  - 第一部：「教養」・「語学」・「国際コミュニケーション」の各コースからなっていた。
  - 第二部[1]：廃止寸前の総学生数は27（うち男子11）[5]
- 国文科
- 家政科
  - 家政専攻
  - 生活文化専攻
  - 食物栄養専攻[注釈 1]
- 幼児教育科
- 経営情報科
- 経済科[2]1954年度における総学生数は男子74人となっている[8]。
- 工科[2]1954年度における総学生数は男子64人となっている[8]。

#### 専攻科
- 英語専攻[注釈 2]
- 食物栄養専攻[注釈 2]

#### 別科
- なし

#### 取得資格について
教職課程
- 幼稚園教諭二種免許状：幼児教育科
- 中学校教諭二種免許状
  - 英語：英文科I部・II部
  - 国語：国文科
  - 家庭：家政科家政専攻
  - 保健：家政科に設けられていた。
  - 職業：経済科・工科

資格
- 司書
  - 英文科
  - 国文科
  - 家政科
  - 経営情報科
- 司書教諭
  - 国文科
  - 英文科
  - 家政科
- 栄養士：家政科食物栄養専攻
- 当初は高等学校教諭免許状も設置されていた[9]。
  - 英語：英文科第一部・第二部[9]
  - 家庭・保健：家政科[9]
  - 商業：経済科[9]
  - 工業：工科[9]

#### 附属機関
- 生活文化研究所

## 学生生活

### 部活動・クラブ活動・サークル活動
- 関東学院女子短期大学で活動していたクラブ活動
  - 体育系：テニス・弓道・バドミントン・バレーボール・バスケットボール・ジョギングほか[4]
  - 文化系：合唱・吹奏楽・美術ほか[4]

### 学園祭
- 関東学院女子短期大学の学園祭は「グリーンフェスティバル」と呼ばれ毎年、概ね11月に行われていた[4]。

## 大学関係者と組織

### 大学関係者組織
- 関東学院女子短期大学の同窓会組織として香葉会がある。

### 大学関係者一覧
歴代学長
- 坂田祐

#### 出身者
- 中村啓子：ナレーター。
- 尾本安代：バレエダンサー、1972年卒業。
- 原江梨子：歌手、1979年卒業。
- 常盤貴子：女優、1993年卒業。
- 森貴美子：ファッションモデル。中退。
- いとうあいこ：女優、2001年卒業。

## 施設

### キャンパス
- 1984年に図書館が新築された。所蔵数は概ね170,000冊となっていた[4]。
- 学内にはチャペルほかインターネットカフェがあった[4]。

### 寮
- 関東学院女子短期大学の寮は「ルツ寮」と呼ばれていた[4]。

## 対外関係

### 他大学との協定

#### アメリカ
- フランクリン大学

#### カナダ
- オタワ大学
- ブリティッシュコロンビア大学

#### イギリス
- オックスフォード大学マンスフィールド・カレッジ

### 系列校
- 関東学院大学
- 関東学院中学校高等学校
- 関東学院六浦中学校・高等学校
- 関東学院小学校
- 関東学院六浦小学校
- 関東学院のびのびのば園

## 社会との関わり
- 公開講座が行われていた。

## 卒業後の進路について

### 就職について
- 英文科：一般企業への就職者が大半となっていた。実績例として東芝・JFEエンジニアリング・IHI・東日本旅客鉄道・カネボウ化粧品・東急百貨店・神奈川銀行・三菱UFJニコス・住友生命保険・興和不動産・オリエンタルランドなどがあった[4]。
- 国文科：一般企業への就職者が大半となっていた。実績として日本酸素・東洋ガラス・中央出版・三協アルミニウム工業・荏原製作所・富士通・ドウシシャ・イトーキ・丸井・スルガ銀行・ジャックス・春秋社などがあった[4]。
- 家政科
  - 家政専攻：一般企業への就職者が大半となっていた。実績としてオンワード樫山・トリンプ・マックスファクター・淀川製鋼所・ソニー・オムロン・日本電信電話・アルファ・ナルミヤ・インターナショナル・ヨコハマタイヤ・さいか屋・西日本シティ銀行・八十二銀行・ディックファイナンス・東京海上日動火災保険・TBCグループなどがある[4]。
  - 生活文化専攻：一般企業への就職者が大半となっていた。実績として積水ハウス・小野・みずほコーポレート銀行などがある[4]。
  - 食物栄養専攻：栄養士の資格を活かした職に就く人が多いものとなっていた。実績として味の素・日本製粉・森永乳業・ヤマサ醤油・キリンビバレッジ・日本たばこ産業・神奈川県・東京都・山梨県・静岡県などの保育園や幼稚園への栄養士として勤務する人も多いものとなっていた[4]。
- 幼児教育科：保育園や幼稚園への就職者が多いものとなっていた。神奈川県や東京都・埼玉県などの関東地方が特に多いものとなっていた[4]。
- 経営情報科：一般企業への就職者が大半となっていた。実績として関西ペイント・日本電気・三菱自動車工業・伊藤ハム・イトーヨーカ堂・西武百貨店・横浜トヨペット・三貴などがある[4]。

### 編入学・進学実績
- 系列の関東学院大学や本短大専攻科以外には以下の実績例があげられる。
  - 英文科：東京経済大学・駒澤大学・駿河台大学・東京女子大学ほか[4]
  - 国文科：相模女子大学・フェリス女学院大学ほか[4]
  - 家政科
    - 家政専攻：共立女子大学ほか[4]
    - 食物栄養専攻：杏林大学ほか

  - 幼児教育科：聖徳大学・文京女子大学ほか[4]
  - 経営情報科：亜細亜大学・中央大学・成蹊大学・日本大学・法政大学ほか[4]

## 附属学校
- かつて関東学院女子短期大学附属幼稚園を擁していた。

## 関連サイト
- 学校法人関東学院の沿革 - archive.today（2013年4月23日アーカイブ分）
- 関東学院女子短期大学あれこれ